# Чемпионат СССР по дзюдо 1977
4-й Чемпионат СССР по дзюдо прошёл в Баку 28 — 31 июля 1977 года.

## Медалисты
| Весовая категория           | Золото                                     | Серебро                                        | Бронза                                                                                  |
| --------------------------- | ------------------------------------------ | ---------------------------------------------- | --------------------------------------------------------------------------------------- |
| Наилегчайший вес (до 60 кг) | Антанас Сонгайла Вооружённые Силы (Каунас) | Владимир Кюллёнен Вооружённые Силы (Ленинград) | Евгений Погорелов «Динамо» (Волгоград) Гагик Агамалян «Динамо» (Ереван)                 |
| Полулёгкий вес (до 65 кг)   | Николай Солодухин «Динамо» (Курск)         | Геннадий Ившин Вооружённые Силы (Челябинск)    | Руслан Снахов Вооружённые Силы (Баку) Александр Комаров «Труд» (Челябинск)              |
| Лёгкий вес (до 71 кг)       | Давид Коданов «Буревестник» (Тбилиси)      | Михаил Илинич «Динамо» (Москва)                | Валерий Двойников «Локомотив» (Киев) Геннадий Дворник «Буревестник» (Минск)             |
| Полусредний вес (до 78 кг)  | Алексей Волосов «Труд» (Электросталь)      | Арутюн Арутюнян «Динамо» (Ереван)              | Виталий Быченок Вооружённые Силы (Киев) Юрий Семёнов Вооружённые Силы (Киев)            |
| Средний вес (до 86 кг)      | Абдулгаджи Баркалаев «Спартак» (Махачкала) | Андрей Цюпаченко «Динамо» (Москва)             | Абдулжалил Юнусов Алга (Фрунзе) Джемал Кбилашвили «Буревестник» (Тбилиси)               |
| Полутяжёлый вес (до 95 кг)  | Виктор Бетанов «Динамо» (Челябинск)        | Рамаз Харшиладзе Вооружённые Силы (Тбилиси)    | Евгений Солодухин Вооружённые Силы (Москва) Владимир Гурин Вооружённые Силы (Майкоп)    |
| Тяжёлый вес (свыше 95 кг)   | Сергей Новиков «Динамо» (Киев)             | Шота Чочишвили «Буревестник» (Гори)            | Евгений Ефремов Вооружённые Силы (Ленинград) Владимир Шкалов Вооружённые Силы (Барнаул) |
| Абсолютная категория        | Сергей Новиков «Динамо» (Киев)             | Авель Казаченков Вооружённые Силы (Москва)     | Олег Вакуленко «Труд» (Красноярск) Михаил Гриф «Динамо» (Москва)                        |